# Pericrocotus
A Pericrocotus a madarak osztályának verébalakúak (Passeriformes) rendjébe és a tüskésfarúfélék (Campephagidae) családjába tartozó nem.

## Rendszerezésük
A nemet Friedrich Boie német ornitológus írta le 1826-ban, az alábbi fajok tartoznak ide:
- Pericrocotus erythropygius
- Pericrocotus albifrons
- fahéjszínű sáfránymadár (Pericrocotus cinnamomeus)
- Pericrocotus igneus
- Pericrocotus solaris
- Pericrocotus miniatus
- Pericrocotus brevirostris
- Pericrocotus lansbergei
- hosszúfarkú sáfránymadár (Pericrocotus ethologus)
- tükrös míniummadár (Pericrocotus flammeus)
- Pericrocotus speciosus
- Rjúkjú-szigeteki sáfránymadár (Pericrocotus tegimae)
- hamvas sáfránymadár (Pericrocotus divaricatus)
- Pericrocotus roseus
- Pericrocotus cantonensis